# 'O Milurdino/Signora 'nfamità
 'O Milurdino/Signora 'nfamità è un singolo di Mario Merola pubblicato nel 1969.

## Storia
Il disco, che contiene due cover di brani, è un 45 giri inciso da Mario Merola.

## Tracce
Lato A
- 'O Milurdino (Nello Franzese)

Lato B
- Signora 'nfamità (Moxedano - Schiano - Esposito)

## Incisioni
Il singolo fu inciso su 45 giri, con marchio Hello (HR 9022).